# Акчулаков, Болат Уралович
Болат Уралович Акчулаков (каз. Болат Оралұлы Ақшолақов; 9 апреля 1971; Атырау, Казахская ССР, СССР) — казахстанский государственный деятель, председатель Kazenergy.

## Биография
Родился 9 апреля 1971 года в Гурьеве.
В 1993 году окончил факультет по учету и экономической кибернетике Казахская государственная академия управления, специальность «экономист», в 1998 году Алматинский образовательный центр нефтегазовой промышленности специализации «Оценка контрактов на недропользование» и «Экономика нефтедобычи»;
Владеет казахским, русским и английским языками.

### Трудовая деятельность
С 1994 по 1995 год — экономист, главный экономист Alem Bank Kazakhstan;
с 1995 по 1997 год — начальник отдела, директор департамента Центрально-Азиатского банка сотрудничества и развития;
с 1997 по 2001 год — старший эксперт, менеджер, главный менеджер, заместитель Директора Департамента ЗАО ННК «Казахойл»;
с 2001 по 2003 год — бизнес-аналитик, менеджер, финансовый директор Commonwealth and British Services Ltd.;
с 2003 по 2006 год — исполнительный директор по управлению долями СП ЗАО ННК «Казмунайгаз»;
с 2006 по 2008 год — вице-министр энергетики и минеральных ресурсов Республики Казахстан;
с января 2009 по 17 июня 2010 год — управляющий директор по вопросам управления электроэнергетическими и нефтегазовыми активами АО «Фонд национального благосостояния «Самрук-Казына»;
с июля 2010 по октября 2011 год — генеральный директор ТОО «PSA»;
с октября 2011 по декабрь 2011 год — президент АО «Национальная компания «КазМунайГаз»;
с января 2012 по 25 августа 2014 год — вице-министр нефти и газа РК;
с сентября 2014 по февраль 2016 год — генеральный директор ТОО «Almex Petrochemical»;
с 1 февраля 2016 по ноябрь 2017 год — генеральный директор «Казахстанская ассоциация организаций нефтегазового и энергетического комплекса «KAZENERGY»;
с ноября 2017 по апрель 2019 год — вице-министр энергетики Республики Казахстан;
с 3 марта 2019 по апрель 2021 год — генеральный Директор ассоциации «KAZENERGY»;
с апреля 2021 по 11 января 2022 год — управляющий директор по управлению активами АО «ФНБ «Самрук-Қазына»;
с 11 января 2022 года по 4 апреля 2023 занимал должность министра энергетики Казахстана.
с 4 апреля 2023 года по 13 февраля 2025 был советником Президента Казахстана.
с 14 февраля 2025 года председатель Kazenergy.

## Награды
- 2008 — Медаль «10 лет Астане»;
- 2011 — Медаль «20 лет независимости Республики Казахстан»[5];
- 2013 — Нагрудный знак «За вклад в развитие нефтегазовой отрасли Республики Казахстан»;
- 2014 — Указом президента РК награждён орденом «Курмет».

## Семья
Булат Акчулаков женат, воспитывает пятерых детей.
Отец — Урал Акчулаков (1936—2023) ученый в нефтегазовой отрасли, исследователь недр один из основоположников казахстанской геологоразведки.
Брат — Марат Акчулаков (1967 г. р.) business Development Manager в Jupiter Energy Limited.